# 大田黒重五郎

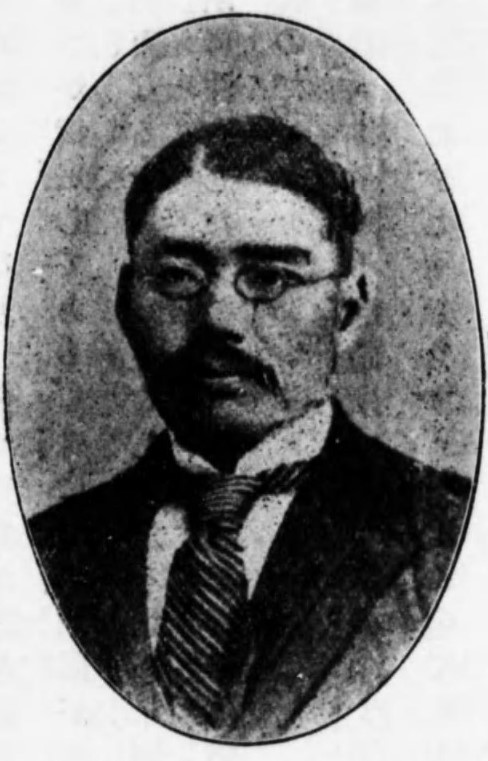
大田黒重五郎

大田黒 重五郎（おおたぐろ じゅうごろう、慶応2年6月15日（1866年7月26日） - 昭和19年（1944年）7月28日）は江戸出身の実業家。
当時経営が悪化していた芝浦製作所（現東芝）を再建し、同社専務等を務めた後に、各地で水力電気会社を設立した。
また、二葉亭四迷とは、東京外国語学校および東京商業学校（現一橋大学）での親友であり、四迷は大田黒をモデルに小説『浮雲』を執筆した。

## 人物
徳川幕府の御家人である小牧辰蔵の四男として江戸小石川（後の東京府東京市小石川区、現・東京都文京区）に生まれ、幕府の没落により3歳のとき一家で静岡へ移住し富士の裾野に帰農。没落士族の辛酸を嘗める。
沼津の旧制中学校を卒業後、上京して大学予備門（現東京大学）を受験したが失敗して東京外国語学校（現東京外国語大学）露語科に入学、二葉亭四迷と親交を結ぶ。やがて東京外国語学校が東京商業学校と合併し消滅したため、東京高等商業学校（現一橋大学）を卒業。大田黒惟信の養子となる。
1894年、三井物産に入社。1899年から芝浦製作所の再建に努力。1904年、芝浦製作所専務取締役となる。
1906年、箱根水力電気（後の横浜共同電灯）を創設。以後、九州水力電気や四国水力電気など各地で水力電気会社を設立。九州電気軌道社長等も歴任。
1936年、口述による自伝『思ひ出を語る』（河野磐城編、大田黒重五郎翁逸話刊行会）を上梓。

## 親族
長男の大田黒元雄は音楽評論家。